# 동우크라이나

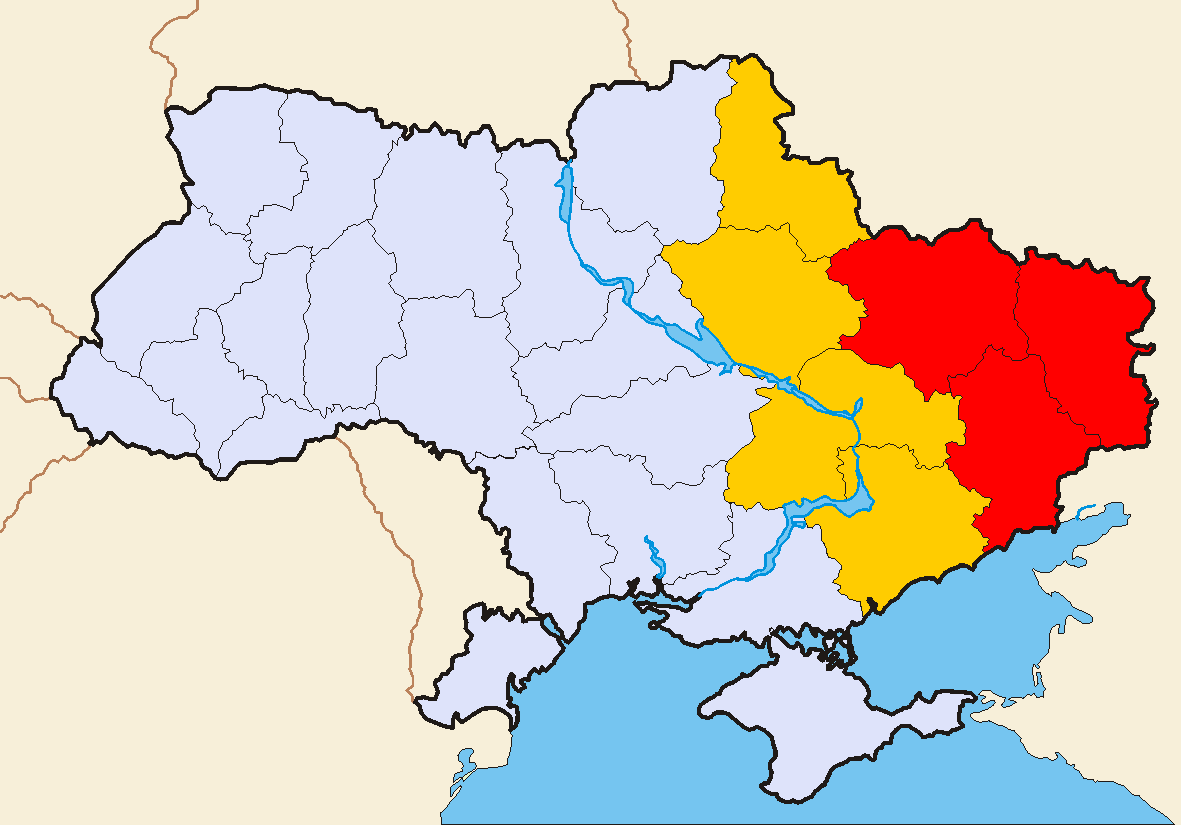
"동부 우크라이나"에 포함되는 주는 다양하다.
빨간색 – 항상 포함
주황색 – 가끔 포함

동부 우크라이나 또는 동우크라이나(우크라이나어: Східна Україна Skhidna Ukrayina[*]; 러시아어: Восточная Украина Vostochnaya Ukraina[*])는 주로 드니프로강 (또는 드네프르강) 동쪽에 있는 우크라이나 영토, 특히 하르키우, 루한스크, 도네츠크 주 (지방)를 말한다. 드니프로페트로우스크와 자포리자 주 또한 종종 "동부 우크라이나"로 간주된다.
이 지역에는 우크라이나 전체 인구의 거의 3분의 1이 거주하며, 인구가 약 백만 명에 달하는 여러 도시가 포함되어 있다. 우크라이나 내에서 이 지역은 특히 하르키우주의 중부, 루한스크주의 남서부, 도네츠크주의 중부, 북부 및 동부 지역이 가장 고도로 도시화되어 있다.

## 지리
이 지역은 중앙 러시아 고원 남부에서 아조프해 북쪽 해안까지, 러시아와의 동쪽 국경에서 흑해 저지대 및 드니프로 저지대 (드니프로강 좌안 포함)까지 서쪽으로 펼쳐져 있다. 드니프로강 외에 동부 우크라이나의 주요 강은 시베르스키도네츠강이다. 이 지역의 주요 경제 구역은 돈바스로, 그 이름은 시베르스키도네츠강의 이름을 딴 "도네츠 분지"의 축약어이다.
이 지역은 우크라이나와 러시아 대리군 간의 무력 충돌의 현장이 되었다.

### 도시와 인구
이 영토는 고도로 도시화되어 있으며 일반적으로 돈바스와 관련이 있다. 세 개의 큰 대도시가 이 지역 내에서 산업 삼각지대를 형성한다. 인구가 20만 명이 넘는 주요 도시로는 하르키우, 드니프로, 도네츠크-마키이우카, 자포리자, 마리우폴, 루한스크, 호를리우카, 카미얀스케가 있다. 도네츠크와 마키이우카는 호를리우카, 예나키예베와 같은 다른 중요한 도시와 매우 근접하여 스프롤 현상을 이룬다.
| 주                   | 우크라이나어 이름        | 면적 (km2) | 2001년 인구조사 인구 | 2012년 추정 인구 | 비고 |
| -------------------- | ------------------------ | ---------- | -------------------- | ---------------- | ---- |
| 도네츠크             | Донецька область         | 26,517     | 4,825,563            | 4,403,178        |      |
| 하르키우             | Харківська область       | 31,418     | 2,914,212            | 2,742,180        |      |
| 루한스크             | Луганська область        | 26,683     | 2,546,178            | 2,272,676        |      |
| 3개 주 전체          | 3개 주 전체              | 84,618     | 10,285,953           | 9,418,034        |      |
| 자포리자             | Запорізька область       | 27,183     | 1,929,171            | 1,791,668        |      |
| 드니프로페트로우스크 | Дніпропетровська область | 31,923     | 3,561,224            | 3,320,299        |      |
| 5개 주 전체          | 5개 주 전체              | 143,724    | 15,776,348           | 14,530,001       |      |

## 인구 통계

### 민족과 언어
2001년 인구조사에 따르면, 동부 우크라이나 인구의 대다수는 우크라이나인이며, 러시아인이 상당한 소수를 이룬다. 루한스크주와 도네츠크주의 도시 지역에서 가장 흔한 언어는 러시아어로, 오랫동안 정부와 미디어에서 지배적이었다. 우크라이나가 독립했을 때 도네츠크에는 우크라이나어 학교가 없었다.

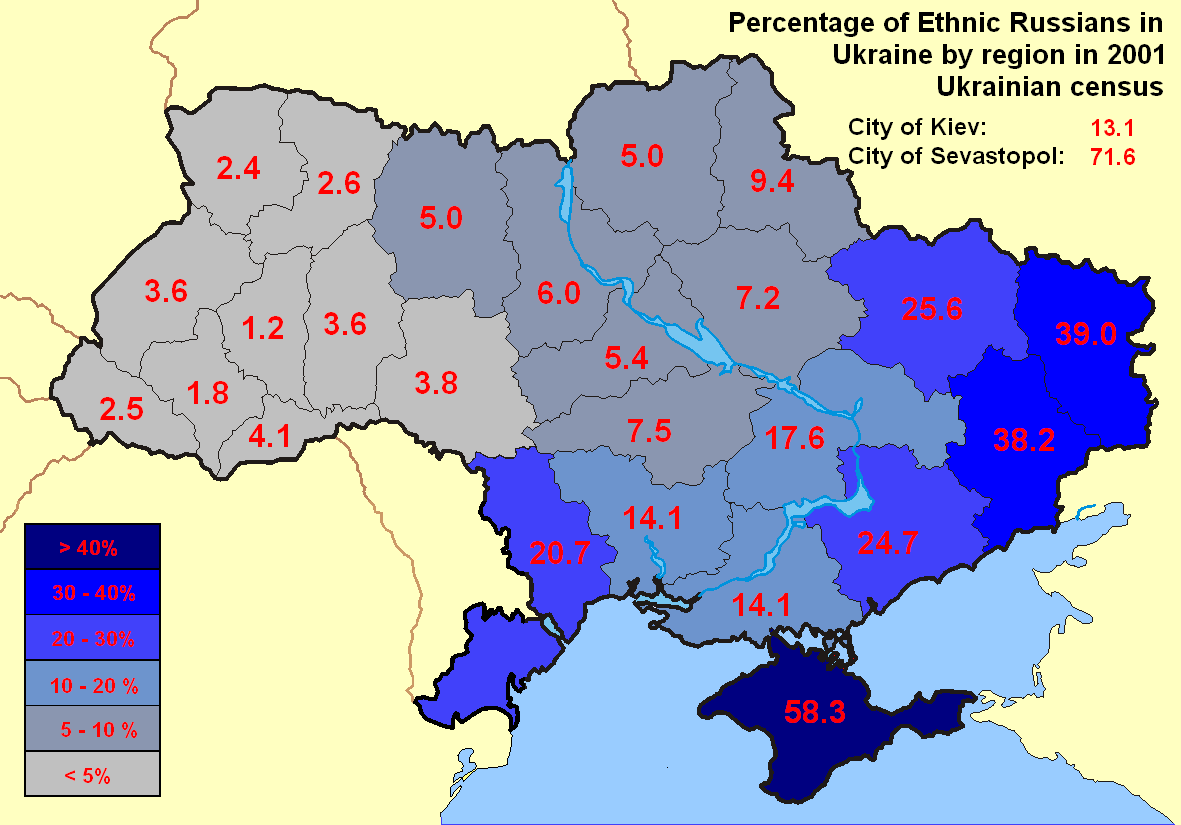
지역별 러시아계 (2001년 인구조사)

| \| 드니프로페트로우스크주 \| 드니프로페트로우스크주 \| 드니프로페트로우스크주 \| 드니프로페트로우스크주 \| 드니프로페트로우스크주 \| \| ---------------------- \| ---------------------- \| ---------------------- \| ---------------------- \| ---------------------- \| \| \| \| \| percent \| \| \| 우크라이나인 \| 우크라이나인 \| \| 79.3% \| 79.3% \| \| 러시아인 \| 러시아인 \| \| 17.6% \| 17.6% \| \| 벨라루스인 \| 벨라루스인 \| \| 0.8% \| 0.8% \| \| 유대인 \| 유대인 \| \| 0.4% \| 0.4% \| \| 아르메니아인 \| 아르메니아인 \| \| 0.3% \| 0.3% \| \| 아제리인 \| 아제리인 \| \| 0.2% \| 0.2% \| |              |  |         |       |
| 드니프로페트로우스크주 |              |  |         |       |
| |              |  | percent |       |
| 우크라이나인 | 우크라이나인 |  | 79.3%   | 79.3% |
| 러시아인 | 러시아인     |  | 17.6%   | 17.6% |
| 벨라루스인 | 벨라루스인   |  | 0.8%    | 0.8%  |
| 유대인 | 유대인       |  | 0.4%    | 0.4%  |
| 아르메니아인 | 아르메니아인 |  | 0.3%    | 0.3%  |
| 아제리인 | 아제리인     |  | 0.2%    | 0.2%  |

| \| 도네츠크주 \| 도네츠크주 \| 도네츠크주 \| 도네츠크주 \| 도네츠크주 \| \| --------------------- \| --------------------- \| ---------- \| ---------- \| ---------- \| \| \| \| \| percent \| \| \| 우크라이나인 \| 우크라이나인 \| \| 56.9% \| 56.9% \| \| 러시아인 \| 러시아인 \| \| 38.2% \| 38.2% \| \| 우크라이나계 그리스인 \| 우크라이나계 그리스인 \| \| 1.6% \| 1.6% \| \| 벨라루스인 \| 벨라루스인 \| \| 0.5% \| 0.5% \| \| 타타르인 \| 타타르인 \| \| 0.4% \| 0.4% \| \| 아르메니아인 \| 아르메니아인 \| \| 0.3% \| 0.3% \| |                       |  |         |       |
| 도네츠크주 |                       |  |         |       |
| |                       |  | percent |       |
| 우크라이나인 | 우크라이나인          |  | 56.9%   | 56.9% |
| 러시아인 | 러시아인              |  | 38.2%   | 38.2% |
| 우크라이나계 그리스인 | 우크라이나계 그리스인 |  | 1.6%    | 1.6%  |
| 벨라루스인 | 벨라루스인            |  | 0.5%    | 0.5%  |
| 타타르인 | 타타르인              |  | 0.4%    | 0.4%  |
| 아르메니아인 | 아르메니아인          |  | 0.3%    | 0.3%  |

| \| 하르키우주 \| 하르키우주 \| 하르키우주 \| 하르키우주 \| 하르키우주 \| \| ------------ \| ------------ \| ---------- \| ---------- \| ---------- \| \| \| \| \| percent \| \| \| 우크라이나인 \| 우크라이나인 \| \| 70.7% \| 70.7% \| \| 러시아인 \| 러시아인 \| \| 25.6% \| 25.6% \| \| 벨라루스인 \| 벨라루스인 \| \| 0.5% \| 0.5% \| \| 유대인 \| 유대인 \| \| 0.4% \| 0.4% \| \| 아르메니아인 \| 아르메니아인 \| \| 0.3% \| 0.3% \| \| 타타르인 \| 타타르인 \| \| 0.2% \| 0.2% \| |              |  |         |       |
| 하르키우주 |              |  |         |       |
| |              |  | percent |       |
| 우크라이나인 | 우크라이나인 |  | 70.7%   | 70.7% |
| 러시아인 | 러시아인     |  | 25.6%   | 25.6% |
| 벨라루스인 | 벨라루스인   |  | 0.5%    | 0.5%  |
| 유대인 | 유대인       |  | 0.4%    | 0.4%  |
| 아르메니아인 | 아르메니아인 |  | 0.3%    | 0.3%  |
| 타타르인 | 타타르인     |  | 0.2%    | 0.2%  |

| \| 루한스크주 \| 루한스크주 \| 루한스크주 \| 루한스크주 \| 루한스크주 \| \| ------------ \| ------------ \| ---------- \| ---------- \| ---------- \| \| \| \| \| percent \| \| \| 우크라이나인 \| 우크라이나인 \| \| 58.0% \| 58.0% \| \| 러시아인 \| 러시아인 \| \| 39.0% \| 39.0% \| \| 벨라루스인 \| 벨라루스인 \| \| 0.8% \| 0.8% \| \| 타타르인 \| 타타르인 \| \| 0.3% \| 0.3% \| \| 아르메니아인 \| 아르메니아인 \| \| 0.3% \| 0.3% \| \| 몰도바인 \| 몰도바인 \| \| 0.2% \| 0.2% \| |              |  |         |       |
| 루한스크주 |              |  |         |       |
| |              |  | percent |       |
| 우크라이나인 | 우크라이나인 |  | 58.0%   | 58.0% |
| 러시아인 | 러시아인     |  | 39.0%   | 39.0% |
| 벨라루스인 | 벨라루스인   |  | 0.8%    | 0.8%  |
| 타타르인 | 타타르인     |  | 0.3%    | 0.3%  |
| 아르메니아인 | 아르메니아인 |  | 0.3%    | 0.3%  |
| 몰도바인 | 몰도바인     |  | 0.2%    | 0.2%  |

출처: National composition of the population. 2001 Ukrainian Population Census. State Statistics Committee of Ukraine'
이 지역에서 (남우크라이나를 제외한 우크라이나의 다른 지역과 비교하여) 눈에 띄는 문화적 차이는 러시아어와 소련 시대에 대한 더 "긍정적인 견해"와 우크라이나 민족주의에 대한 더 "부정적인 견해"이다.
2012년 8월부터 시행된 우크라이나 언어법은 인구의 최소 10% 이상이 사용하는 모든 지역 언어를 해당 지역 내에서 공식 언어로 선언할 수 있도록 했다. 몇 주 내에 러시아어는 여러 남부 및 동부 주와 도시에서 지역 언어로 선언되었다. 그 시점부터 러시아어는 해당 도시/주의 행정 업무 및 문서에 사용될 수 있었다. 2014년 2월 23일, 지역 언어법은 폐지되어 우크라이나어가 동부 우크라이나를 포함한 모든 수준에서 유일한 국어가 되었으나, 이 투표는 대행 대통령 올렉산드르 투르치노우에 의해 3월 2일 거부되었다. 2015년 2월 조사에 따르면 동부 주(61%)는 러시아어에 대해 "제2 공용 지역 언어" 지위를 선호했으며 (31%) "국어" 지위를 선호하지 않았다. 2012년 지역 언어법은 2018년 2월 28일 우크라이나 헌법재판소가 해당 법률이 위헌이라고 판결하면서 폐지되었다.

### 종교
동부 우크라이나의 종교 (돈바스 제외), 2016
2016년 우크라이나 종교 조사에 따르면, 동부 우크라이나 인구의 73.5%가 기독교인이었다 (63.2%가 동방 정교, 8.1%가 단순히 기독교인, 1.0%가 개신교, 0.3%가 라틴 가톨릭). 0.5%는 무슬림이었고, 0.3%는 유대인이었으며, 0.3%는 힌두인이었다. 종교가 없거나 나열된 주요 종교 기관에 속하지 않는 기타 신자들은 전체 인구의 약 24.7%를 차지했다. 또한 동부 우크라이나 (라줌코프의 지도에서는 돈바스를 제외하고 그 서쪽 인접 지역으로 구성됨) 인구의 약 55.6%가 신자라고 밝혔고, 13.4%는 미정 또는 비신자라고 밝혔으며, 3.5%는 무신론자라고 밝혔다.

## 정치

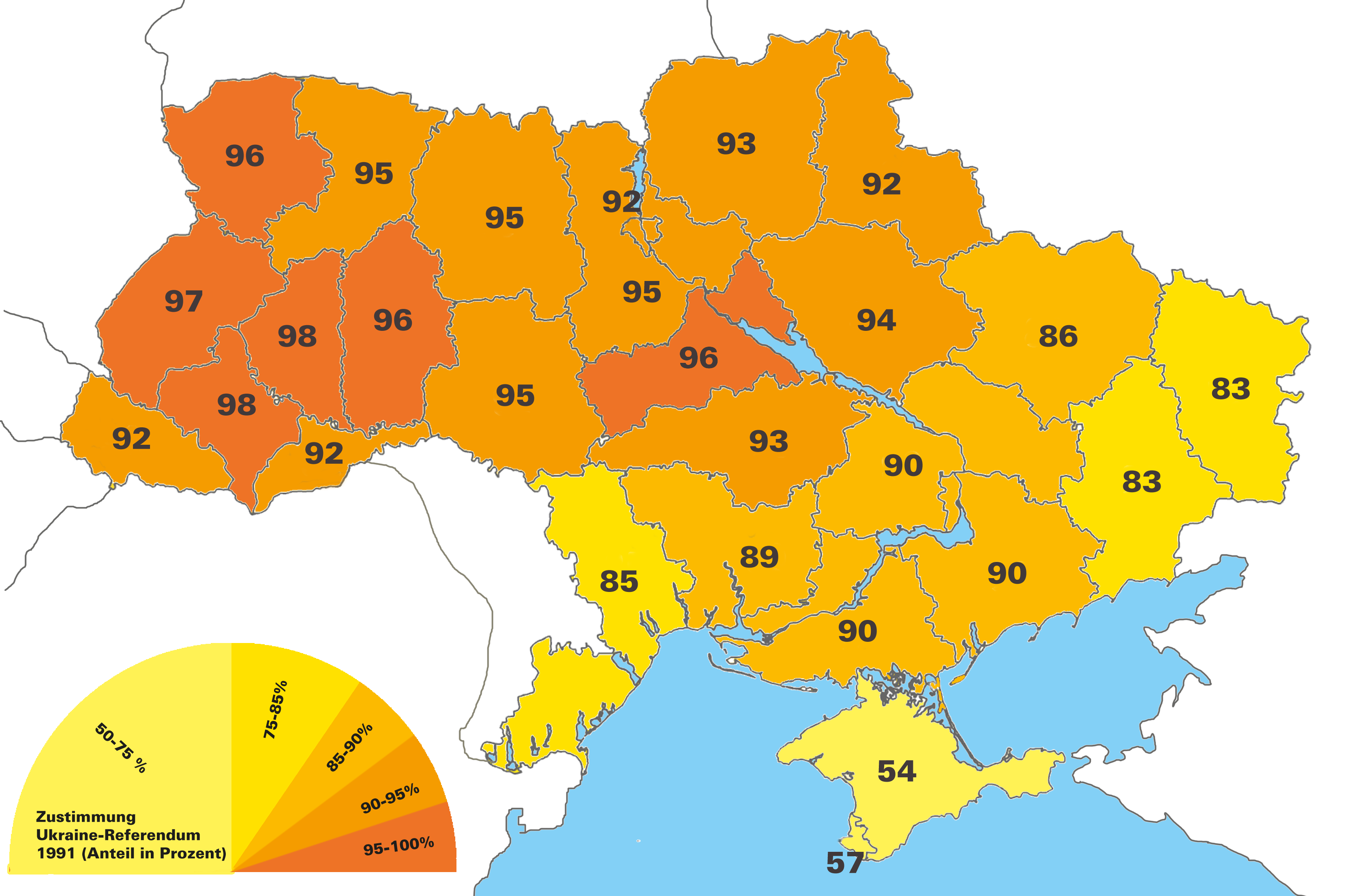
1991년 우크라이나 독립 국민투표, 지역별 찬성표

동부 우크라이나의 유권자 대다수 (각 주에서 83% 이상)는 1991년 국민투표에서 우크라이나의 독립 선언을 승인했지만, 서부만큼 큰 다수는 아니었다.
2007년 라줌코프 센터의 설문조사에서는 "당신의 지역이 우크라이나에서 분리되어 다른 주에 합류하기를 원합니까?"라고 질문했다. 동부 우크라이나에서는 응답자의 77.9%가 반대했고, 10.4%가 찬성했으며, 나머지는 미정이었다.
선거에서 동부 (및 남부) 우크라이나의 유권자들은 친러시아 및 현황 유지 정책을 가진 정당 (우크라이나 공산당 (CPU), 지역당) 및 대통령 후보 (빅토르 야누코비치)에게 투표했다. CPU와 지역당의 유권자들은 그들에게 매우 충성적이었다. 그러나 2014년 우크라이나 혁명 이후 지역당은 붕괴되었고 CPU는 금지되고 불법으로 선언되었다.
2014년 2월 상반기에 키이우 국제 사회학 연구소가 실시한 여론조사에서 동부 우크라이나 응답자의 25.8%는 "우크라이나와 러시아가 단일 국가로 통합되어야 한다"고 믿었으며, 전국적으로는 12.5%였다.
2014년, 2014년 우크라이나 친러시아 분쟁이 동부 우크라이나 일부 지역에서 발생했다. 일부 시위대는 러시아에서 이 불안을 지지하기 위해 왔다고 주장되었다. 돈바스 전쟁으로 수천 명이 사망하고 백만 명 이상이 집을 떠났다. 현재 이 지역의 일부는 자칭 국제적으로 인정받지 못하는 도네츠크 인민공화국과 루간스크 인민공화국의 통제하에 있다. 2022년 2월 24일, 이 지역은 동부 우크라이나 공세의 현장이 되었다.
2015년 11월 레이팅 그룹 우크라이나가 도네츠크 인민공화국(DPR)과 루간스크 인민공화국(LPR) 통제 지역을 제외한 도네츠크주와 루한스크주에서 실시한 여론조사에 따르면, 주민의 75%는 돈바스 전체 지역이 우크라이나에 남아 있기를 원했고, 7%는 러시아에 합류해야 한다고 말했으며, 1%는 독립 국가가 되기를 원했고, 3%는 DPR과 LPR 통제 지역은 분리되고 나머지 돈바스는 우크라이나에 남아 있어야 한다고 말했다. 러시아어를 사용하는 시민들이 압력이나 위협을 받고 있는지 질문했을 때, 82%는 '아니오'라고 답했고 11%는 '예'라고 답했다. 2%는 "확실히" 러시아가 우크라이나의 러시아어 사용자를 "보호"하기 위해 군대를 보내는 것을 지지했고, 7%는 "어느 정도" 지지했으며, 71%는 지지하지 않았다. 50%는 우크라이나가 단일 국가로 남기를 원했고, 14%는 연방 국가가 되기를 원했으며, 13%는 크림반도를 제외하고 단일 국가로 남아야 한다고 말했고, 7%는 여러 국가로 분할되기를 원했다. 유라시아 경제 연합과 유럽 연합 중 하나를 선택해야 한다면, 동부 우크라이나 (하르키우주 포함)의 24%는 ECU를 선호했고 20%는 EU를 선호했다 (돈바스에서는 ECU 33%, EU 21%). NATO 가입에 대해서는 15%가 찬성, 15%가 반대했으며, 대부분은 투표하지 않거나 답변하기 어렵다고 말했다 (돈바스에서는 찬성 16%, 반대 47%). 동부 우크라이나인들은 의회 선거에서 투표할 가능성이 낮았다.

## 같이 보기
- 중앙 우크라이나
- 나드니프랸시치나
- 남우크라이나
- 서우크라이나
- 야생 벌판

## 더 읽어보기
- 세르히 예켈치크 Ukraine: Birth of a Modern Nation, 옥스퍼드 대학교 출판부 (2007), ISBN 978-0-19-530546-3, page 187